# オートボルタの国旗
オートボルタの国旗は黒、白、赤の横三色旗であり、国土を流れる、黒ボルタ川、白ボルタ川、赤ボルタ川を象徴している。この国旗は1960年に、オートボルタが独立した際に導入された。第二帝政期で用いられたドイツ帝国の国旗と酷似しているが、こちらのほうが赤が濃い。
1984年8月4日に国名がブルキナファソに変更された際に、国旗も変更された。

?大統領旗